# Vlaardingen Oost (metrostation)
Vlaardingen Oost is een metrostation in de Nederlandse stad Vlaardingen en wordt bediend door metrolijn B van de Rotterdamse metro.

## Geschiedenis
Het oorspronkelijke treinstation werd geopend op 17 augustus 1891 en heette tot 1917 Schiedamse dijk. Het eerste stationsgebouw werd in 1907 gebouwd, het tweede en huidige station naar ontwerp van architect Koen van der Gaast werd in 1956 opgetrokken. Het station is een van de eerste viaductstations in Nederland.

### Verbouwing naar metrostation
Sinds 1 april 2017 rijden er geen NS-treinen meer op de Hoekse Lijn. Het spoor en de stations werden daarna verbouwd. Sinds 30 september 2019 is de lijn in gebruik bij de Rotterdamse metro, die gereden wordt door de RET. Op station Vlaardingen Oost stopt de Rotterdamse metrolijn B.

## Buslijnen
De volgende buslijnen van de EBS (lijn 903 (Maasvlaktehopper) en lijn 826) en RET stoppen op station Vlaardingen Oost:
| Lijn | Bestemming                                                             | Via                                                                  | Opmerkingen                         |
| ---- | ---------------------------------------------------------------------- | -------------------------------------------------------------------- | ----------------------------------- |
| 56   | Vlaardingen West - Holy-Noord                                          | Liesveldviaduct, Vlaardingen Oost, Dillenburgsingel, Overdrevenpad   |                                     |
| 126  | Maassluis, Station Maassluis West - Schiedam, Station Schiedam Centrum | Maasland, Vlaardingen Oost, Vijfsluizen, Schiedam Koemarkt           | Rijdt niet 's avonds en op zondag.  |
| 156  | Vlaardingen West - Holy-Noord                                          | Liesveldviaduct, Vlaardingen Oost, Dillenburgsingel, Jean Monnetring | Rijdt niet 's avonds en op zondag.  |
| 826  | Schiedam, Station Schiedam Centrum → Honselersdijk, FloraHolland       | Vlaardingen, Maasland Viaduct, Maassluis                             | Rijdt alleen 1× in de ochtendspits. |
| 903  | Vlaardingen Oost - Maasvlakte, Antarcticaweg                           | Brielle, Europoort                                                   | Spitsbus/Maasvlaktehopper           |

## Afbeeldingen

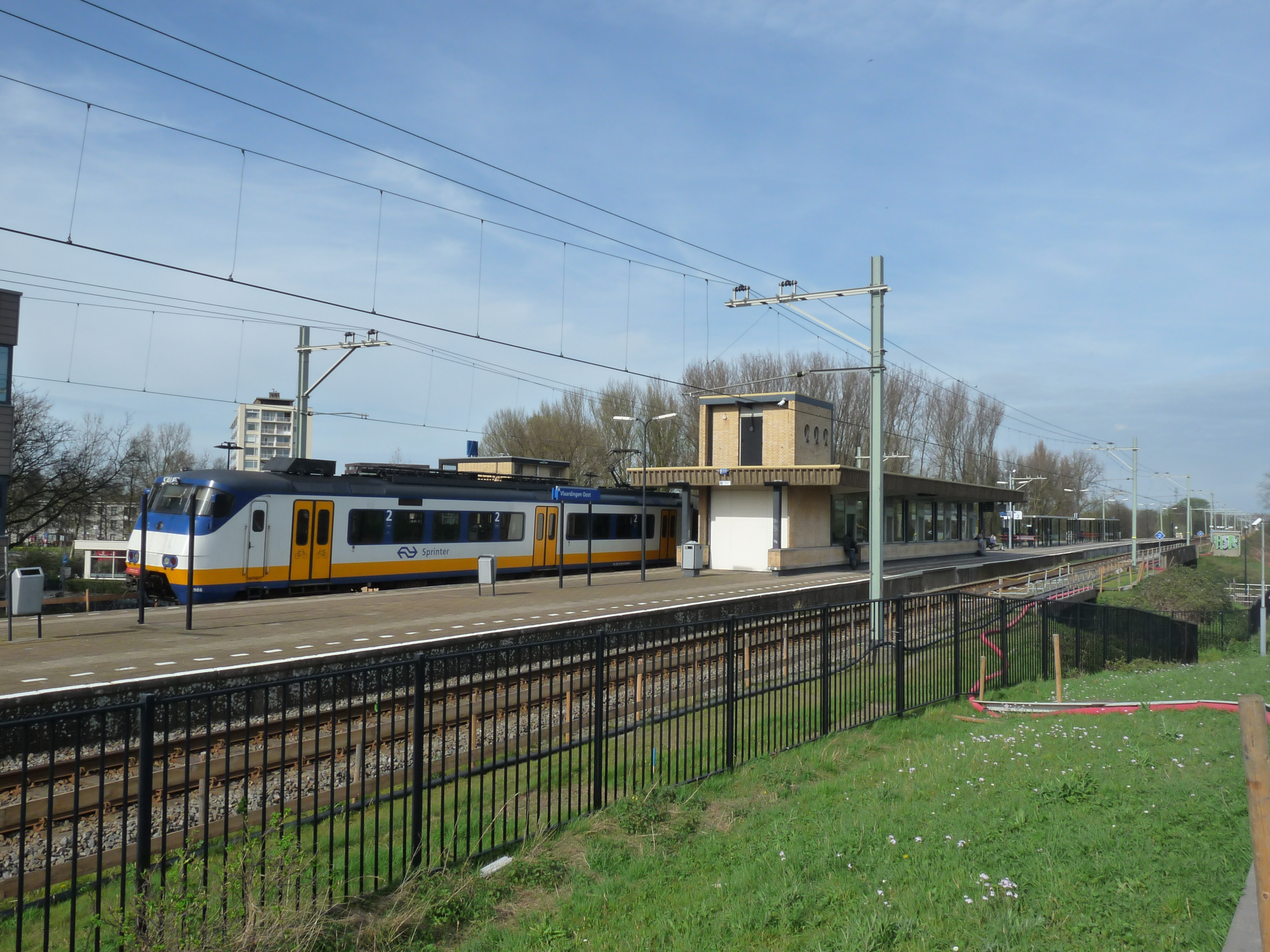
Het voormalige treinstation
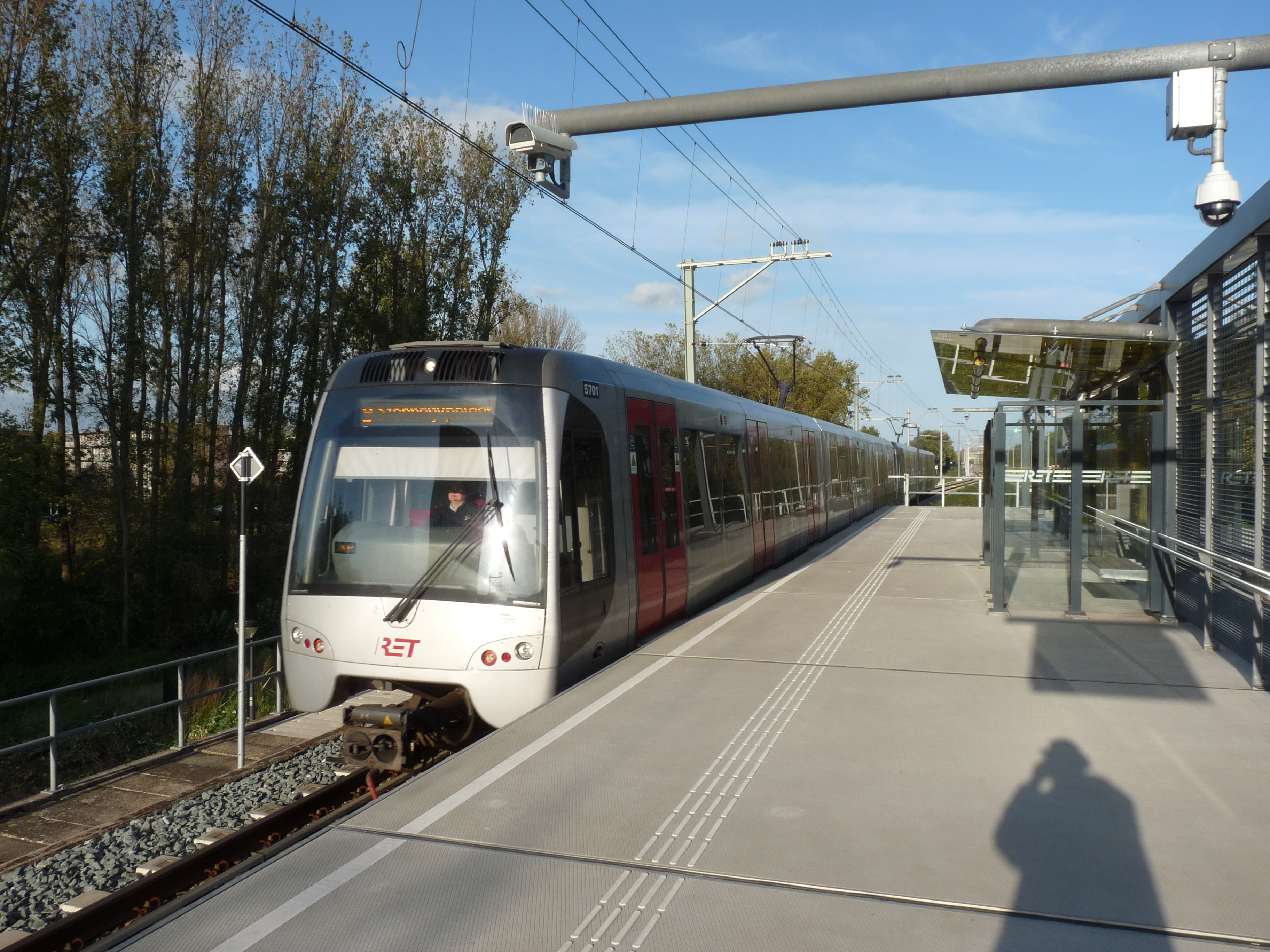
Metro op het station